# Jesús Barco
Jesús Miguel Barco Bozzeta (Callao, 9 de marzo de 1997) es un futbolista peruano. Juega como mediocentro defensivo y su equipo actual es Alianza Universidad de Huánuco. Barco es sobrino del exfutbolista y director técnico peruano Roberto Chale.

## Trayectoria

### Universitario de Deportes

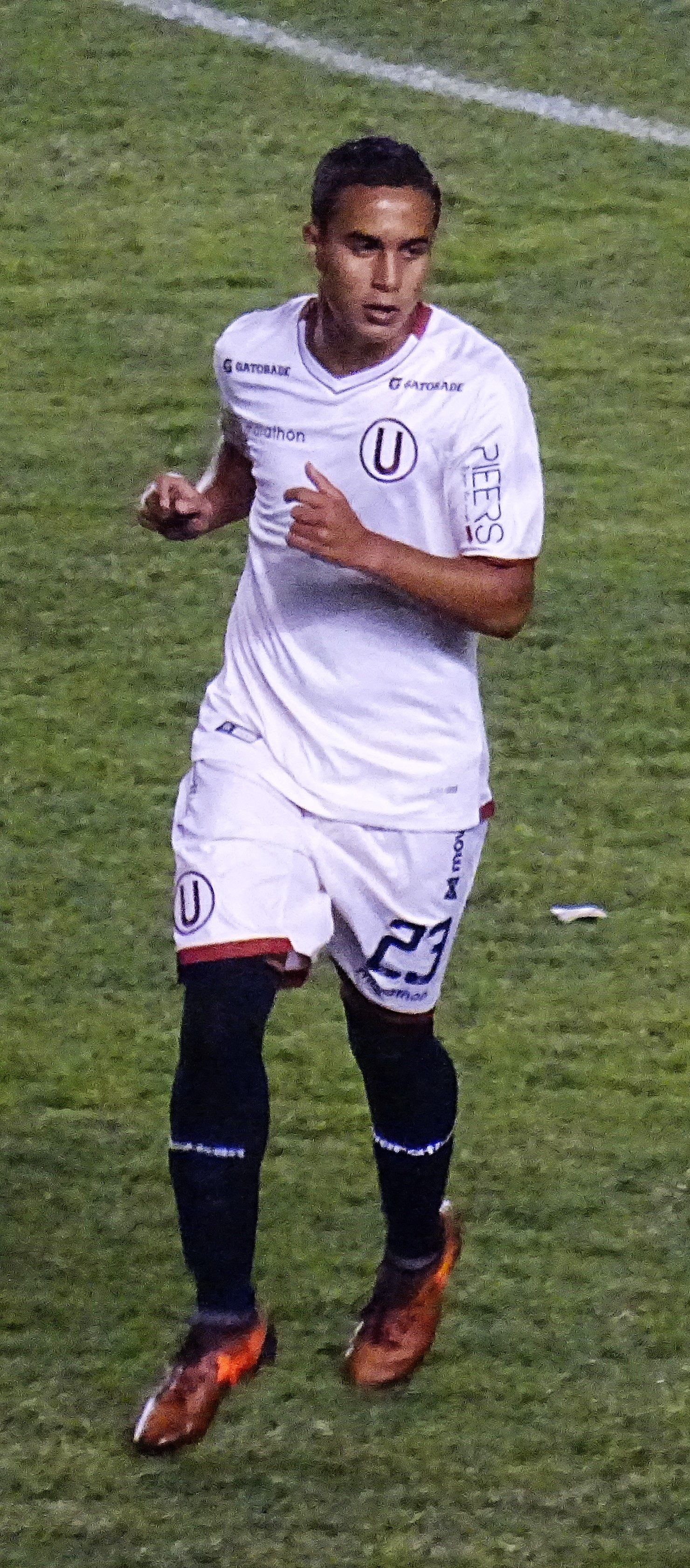
Barco jugando para Universitario de Deportes en 2018.

Realizó las divisiones menores en el Sport Boys y la Academia Cantolao. Luego de un paso fugaz llega a Universitario de Deportes a modo de prueba y a pedido de José Luis Carranza, logrando tener la aprobación de Roberto Chale, entonces técnico de Universitario.
El 30 de noviembre de 2017 debutó de manera profesional con Universitario de Deportes en la penúltima fecha del Torneo Clausura 2017, ingresando al minuto 89 en la victoria por 3-1 sobre UTC en reemplazo de Javier Núñez.
Anotó su primer gol con Universitario el 6 de noviembre de 2018, abriendo el marcador ante Deportivo Municipal por el Torneo Clausura 2018, partido en el cual fue protagonista al también cometer un error al final del partido que le costó la derrota a la "U" por 2-1. Pese a ello, fue uno de los jugadores jóvenes que recibió la confianza del entrenador Nicolás Córdova en la lucha por salvar a Universitario del descenso hasta llegar a luchar la clasificación a la Copa Sudamericana 2019. Barco además de jugar como volante, hizo las veces de lateral derecho en el campeonato. El 6 de diciembre extendió su contrato con el club por dos años hasta 2020.
Durante la temporada 2019 fue opción de recambio de Armando Alfageme, habitual volante de contención en el once inicial de Universitario. Con la llegada del técnico uruguayo Gregorio Pérez, Barco demostró su mejor nivel siendo uno de los jugadores más destacados del club merengue. Fue elegido el mejor jugador de la fecha 6 luego de haber destacado en el clásico, dando la asistencia para el primer gol. Fue campeón del Torneo Apertura 2020 con Universitario, sin embargo, se quedó con el subcampeonato nacional al perder la final contra Sporting Cristal. Luego de una temporada regular a final de temporada no se le renueva su contrato al no estar en planes del técnico Ángel Comizzo, ante la molestia de la hinchada crema.
Luego de quedar como jugador libre el 6 de enero es anunciado como nuevo refuerzo de Carlos A. Mannucci por toda la temporada 2021.

### Sport Boys del Callao

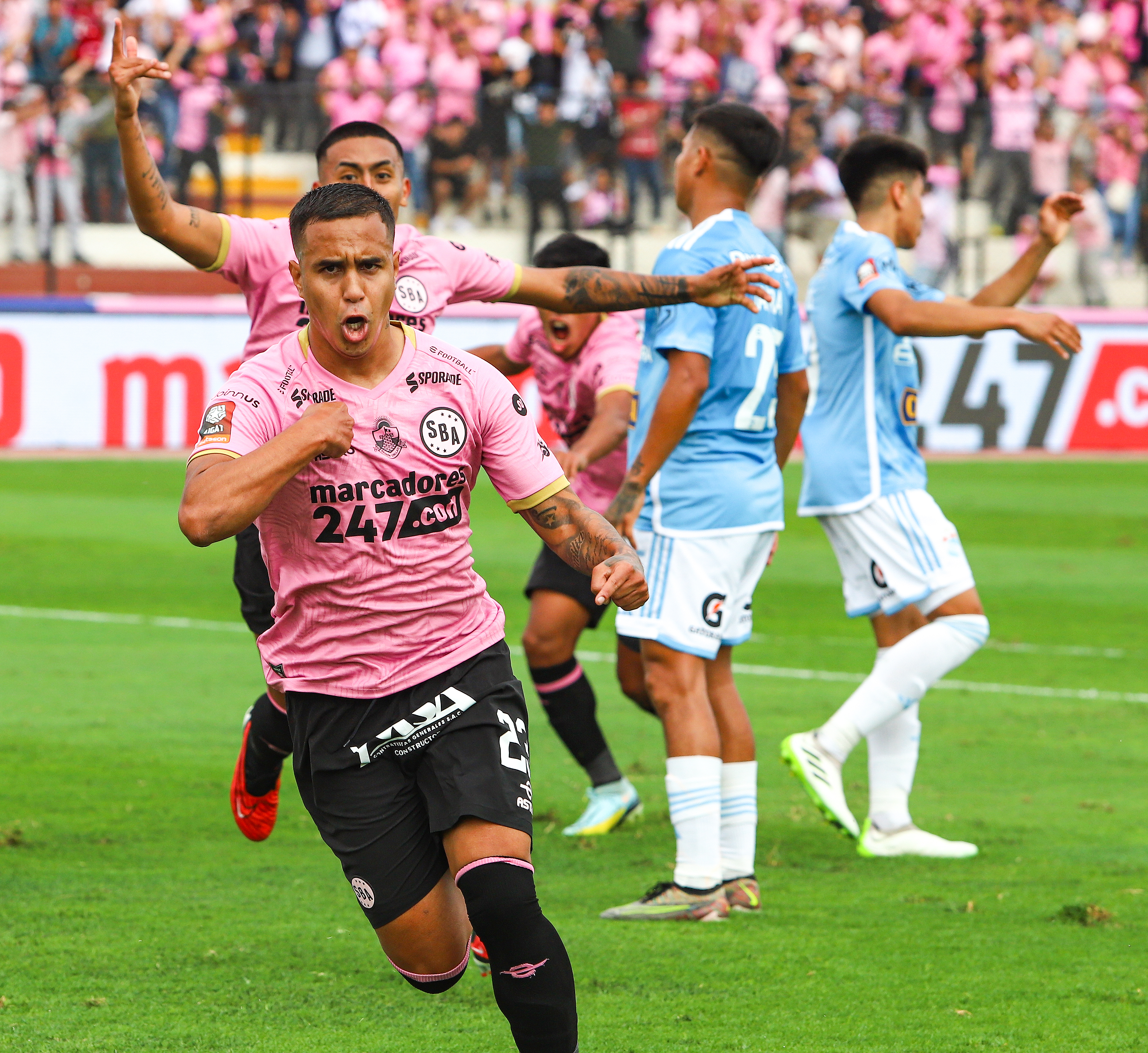
Barco celebrando tras marcar un gol ante Sporting Cristal en septiembre de 2023.

Después de su paso por el equipo trujillano, en el 2022 regresa al equipo del club es hincha, Sport Boys, la cual tuvo un desempeño irregular en el equipo chalaco, en donde acabaron salvando del descenso.
En el 2023, en el Apertura empezaron mal con el técnico Guillermo Sanguinetti, teniendo varios partidos con derrotas, sin embargo acabando ese torneo con la llegada del entrenador Fernando Gamboa, el equipo comenzó a mejorar y Jesús fue una pieza importante para triunfos en Cuzco, Sullana y las victorias de locales.
En el Clausura ha empezado bien con su equipo peleando arriba en el torneo, ubicándose por ahora en el cuarto lugar.

## Selección nacional
En abril de 2019, fue convocado a la selección sub-23 de Perú por Nolberto Solano para el primer microciclo con miras a los Juegos Panamericanos de 2019 y el 27 de junio se anunció su convocatoria en la lista final de 18 convocados para dicho torneo. Disputó dos partidos (siendo titular solo en uno) en la campaña de la selección que culminó séptima.

### Participación en Juegos Panamericanos
| Torneo                       | Sede | Resultado     | Partidos | Goles |
| ---------------------------- | ---- | ------------- | -------- | ----- |
| Juegos Panamericanos de 2019 | Perú | Séptimo lugar | 2        | 0     |

## Estadísticas
Actualizado al último partido disputado el 3 de marzo de 2024.
| Universitario de Deportes · Perú | 1.ª           | 2017          | 1   | 0 | - | - | - | - | 1   | 0 |
| Universitario de Deportes · Perú | 1.ª           | 2018          | 21  | 1 | - | - | - | - | 21  | 1 |
| Universitario de Deportes · Perú | 1.ª           | 2019          | 19  | 0 | 5 | 0 | - | - | 24  | 0 |
| Universitario de Deportes · Perú | 1.ª           | 2020          | 24  | 1 | - | - | 4 | 0 | 28  | 1 |
| Universitario de Deportes · Perú | Total club    | Total club    | 65  | 2 | 5 | 0 | 4 | 0 | 74  | 2 |
| Carlos A. Mannucci Perú | 1.ª           | 2021          | 19  | 0 | 4 | 0 | 1 | 0 | 24  | 0 |
| Carlos A. Mannucci Perú | Total club    | Total club    | 19  | 0 | 4 | 0 | 1 | 0 | 24  | 0 |
| Sport Boys Perú | 1.ª           | 2022          | 13  | 0 | - | - | 1 | 0 | 14  | 0 |
| Sport Boys Perú | 1.ª           | 2023          | 29  | 7 | - | - | - | - | 29  | 7 |
| Sport Boys Perú | 1.ª           | 2024          | 6   | 0 | - | - | - | - | 6   | 0 |
| Sport Boys Perú | 1.ª           | 2025          |     |   |   |   | - | - |     |   |
| Sport Boys Perú | Total club    | Total club    | 48  | 7 | 0 | 0 | 1 | 0 | 49  | 7 |
| Total carrera | Total carrera | Total carrera | 132 | 9 | 9 | 0 | 6 | 0 | 147 | 9 |
| (1)Incluye datos de la Copa Bicentenario (2019 y 2021). (2)Incluye datos de la Copa Libertadores de América (2020) y la Copa Sudamericana (2021 y 2022). |               |               |     |   |   |   |   |   |     |   |

## Palmarés

### Torneos Cortos
| Título          | Club                      | País | Año  |
| --------------- | ------------------------- | ---- | ---- |
| Torneo Apertura | Universitario de Deportes | Perú | 2020 |

### Distinciones individuales
- Nominado a jugador revelación del Campeonato Descentralizado según el diario Líbero: 2018[11]